# Anomala bicolor
Anomala bicolor är en skalbaggsart som beskrevs av Fabricius 1775. Anomala bicolor ingår i släktet Anomala och familjen Rutelidae. Inga underarter finns listade i Catalogue of Life.